# Adèle Kamtchouang
Adèle Kamtchouang est une entrepreneure camerounaise. Elle reprend et dirige Tropik Industries, distributeur et ex-filiale de Unilever Cameroun,.
Au départ stagiaire de Uniliver Cameroun, elle devient directrice générale de la structure reprise après le départ de Unilever qui reste partenaire fournisseur.

## Biographie

### Débuts et Formations
Adèle Kamtchouang est diplômée en marketing à l'ESSEC de Douala.  

### Carrière
Elle entre comme stagiaire à Unilever Cameroun, entreprise qui sera reprise par l'encadrement après le départ de Unilever. Au départ affectée comme stagiaire à la gestion des approvisionnements et du transit, elle est embauchée pour s'occuper de toute la chaîne d'approvisionnement. 
En 2012, Tropik Industrie traverse une période de crise. Les mesures de réduction des coûts initiés permettent à Tropik Industries de renouer avec les bénéfices en 2013. 

### Famille
Adèle Kamtchouang est mère de plusieurs enfants.